# Albepierre-Bredons
Albepierre-Bredons é uma comuna francesa na região administrativa de Auvérnia-Ródano-Alpes, no departamento de Cantal. Estende-se por uma área de 33,25 km². Em 2010 a comuna tinha 250 habitantes (densidade: 7,5 hab./km²).